# Cethosia cyane
|  | Dieser Artikel wurde aufgrund von formalen oder inhaltlichen Mängeln in der Qualitätssicherung Biologie zur Verbesserung eingetragen. Dies geschieht, um die Qualität der Biologie-Artikel auf ein akzeptables Niveau zu bringen. Bitte hilf mit, diesen Artikel zu verbessern! Artikel, die nicht signifikant verbessert werden, können gegebenenfalls gelöscht werden. Lies dazu auch die näheren Informationen in den Mindestanforderungen an Biologie-Artikel. |

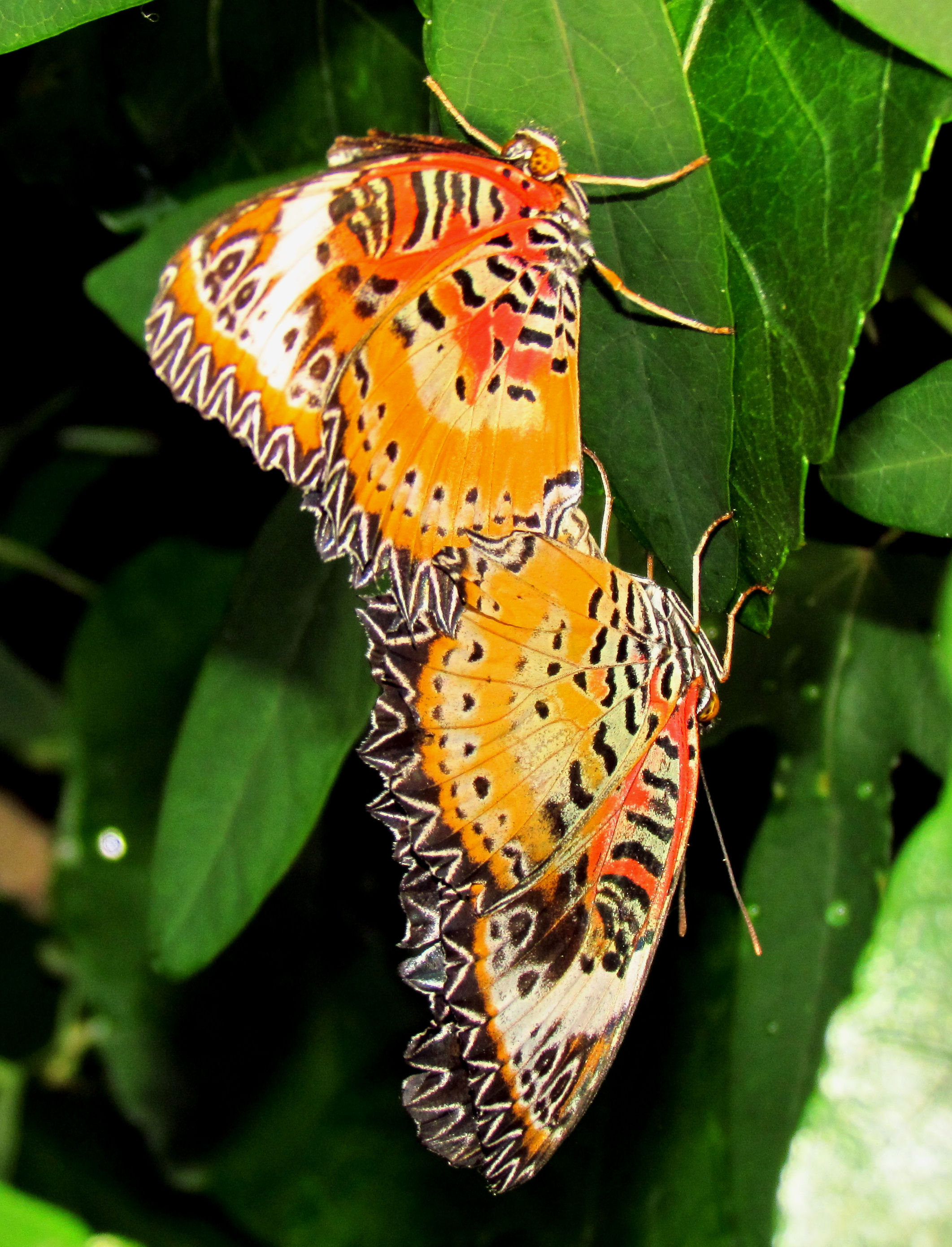
Paarung

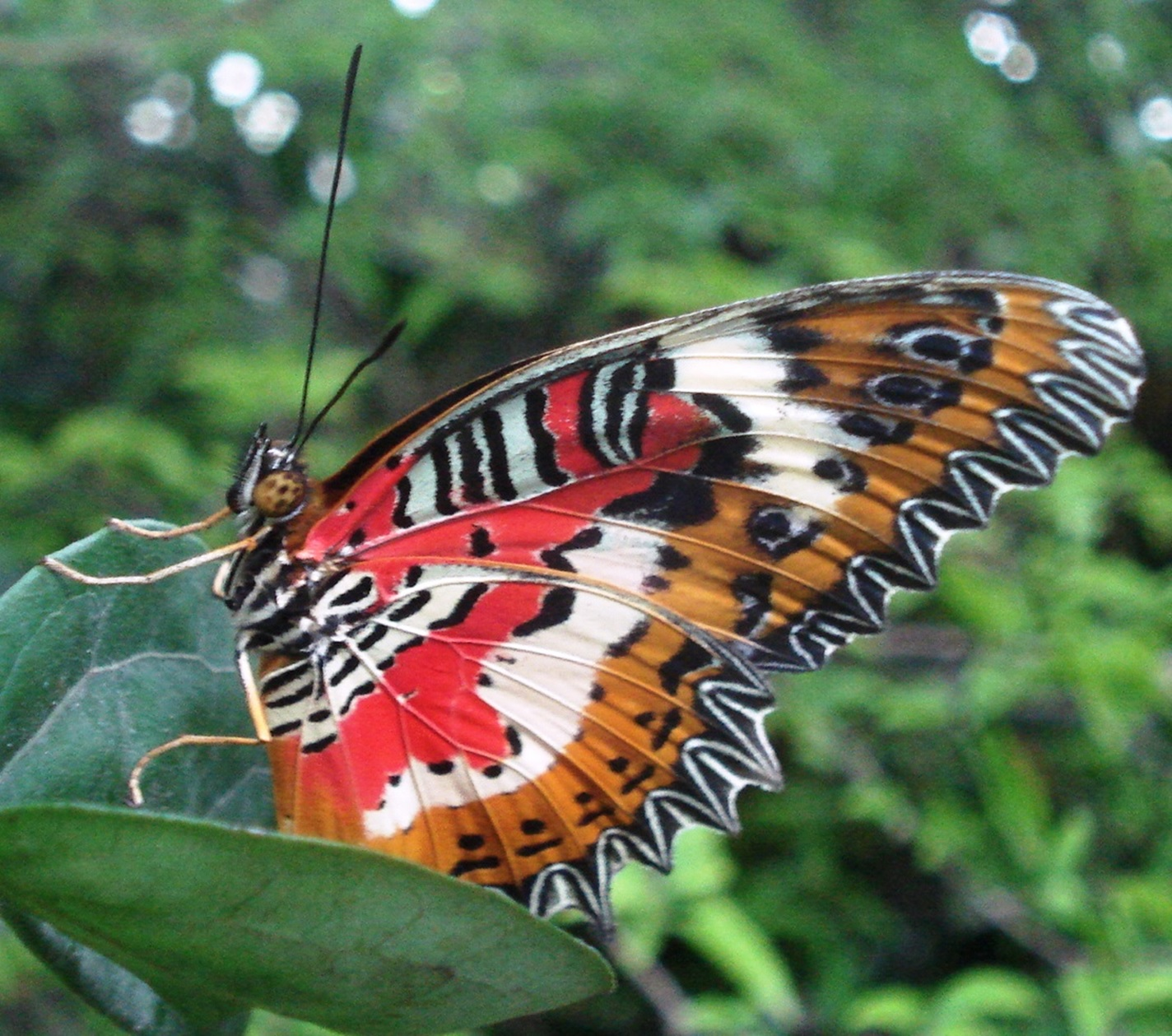
Cethosia cyane – Seitenansicht mit Flügelunterseite

Cethosia cyane ist ein Schmetterling aus der Familie der Edelfalter (Nymphalidae).

## Merkmale
Die Oberseite der Vorderflügel ist dunkelorange bis rotbraun. Am Flügelrand ist meist eine Reihe weißer Flecken anzutreffen. An der schwarzen Flügelspitze ist meist eine weiße Binde vorzufinden. Die Unterseite, welche viel beeindruckender als die Oberseite ist, hat ebenfalls an der Flügelspitze eine weiße Binde. Am Flügelrand ist eine weiße Schlangenlinie mit schwarzem Rand vorhanden und es sind viele weiße und schwarze Punkte bzw. Striche zu sehen. Die Hinterflügel besitzen die gleiche Grundfarbe wie die Vorderflügel und sind am Rand gezahnt. Auf der Oberseite verlaufen nahe dem schwarzen Rand mit weißer Schlangenlinie mehrere schwarze Punkte. Auf der Unterseite befindet sich ebenfalls eine weiße Schlangenlinie mit schwarzem Rand. In der Mitte verläuft eine sehr dünne weiße Binde mit schwarzen Flecken, welche am Rand in den Vorderflügel übergeht. Ansonsten sind noch viele weitere schwarz-weiße Punkte und kleinere Striche vorhanden. Die Männchen sind im Allgemeinen viel farbintensiver als die Weibchen. Der Körper des Falters ist schwarz und braun und die Flügelspannweite beträgt 60 bis 70 Millimeter.
Die Raupen sind anfangs rot-weiß gestreift, später werden sie dunkelbraun und bekommen eine gedornte Hautoberfläche.

### Ähnliche Arten
- Cethosia biblis (Drury, 1773)
- Cethosia cydippe (Linnaeus, 1764)
- Cethosia penthesilea (Cramer, 1777)

## Verbreitung
Cethosia cyane ist in der Indo-Australischen Region verbreitet. Das Verbreitungsgebiet reicht von Indien über den Süden Chinas bis nach Thailand und Australien.

## Lebensweise
Die sehr robusten Tiere überleben als Falter noch mehrere Wochen. Zwei Wochen nach dem Beenden der Metamorphose paaren sich die Falter, dabei umfällt das Männchen das Weibchen förmlich. Nachdem die Tiere ein wenig gerungen haben, setzen sie sich zu Boden und verharren dort für zwei Stunden. Einige Tage später werden die Eier an einer Futterpflanze abgelegt. Die Raupen bevorzugen Feuchtigkeit und Wärme, aber unter direkter Sonnenbestrahlung sterben die Raupen sofort. Sie ernähren sich von
Blauen Passionsblume  (Passiflora caerulea),
Wunderbaum (Ricinus communis),
Adenia chevalieri,
Passiflora foetida und
Commelina benghalensis Die Art ist weder gefährdet noch geschützt.

## Systematik
Momentan ist nur eine Unterart, nämlich Cethosia cyane euanthes (Fruhstorfer, 1912) bekannt.